# 三崎港 (愛媛県)
三崎港（みさきこう）は、愛媛県西宇和郡伊方町（旧：三崎町）にある港湾（地方港湾）である。港湾管理者は愛媛県。また、愛媛県によって防災拠点(防災拠点港)に指定されている。

## 概要
四国の西南西に突き出した佐田岬半島の突端に位置しており、宇和海に面した四国最西端の港湾である。国道197号（通称：頂上線）の整備により、アクセスも良好となっている。また、付近には24時間営業のコンビニエンスストアも開店した。
晴れた日には、対岸の九州を望むことが出来るほどの近さにあり、佐賀関へのフェリー航路がある。かつては別府への航路もあったが、2008年8月20日に廃止された。
2015年度の発着数は5,726隻（4,560,070総トン）、利用客数は509,312人（乗込人員238,323人、上陸人員270,989人）である。

## 航路
- 国道九四フェリー

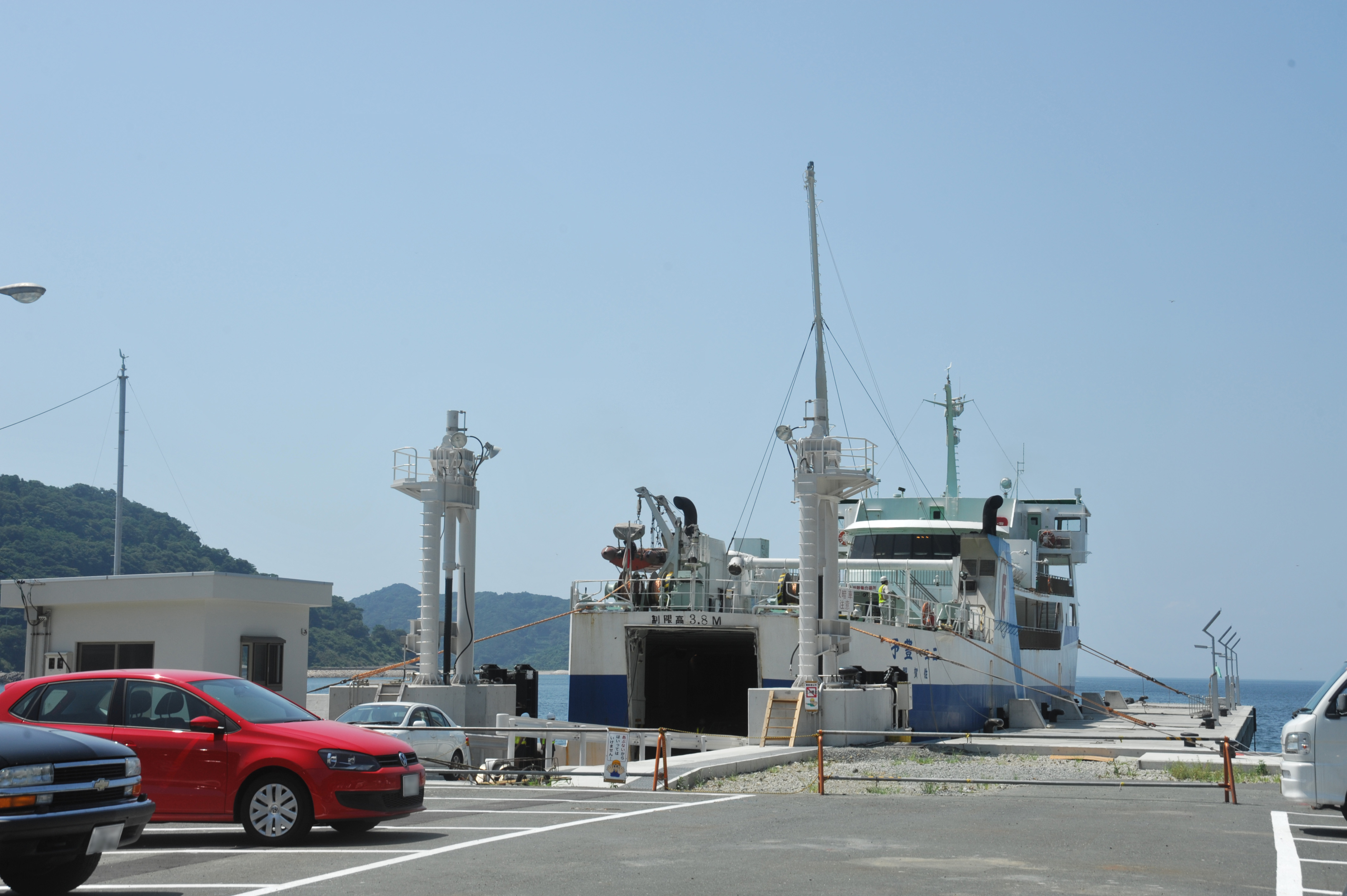
三崎港フェリーターミナル

  - 三崎港 - 佐賀関港（所要：1時間10分）※国道197号の海上区間。

## 港へのアクセス

### 鉄道
- 最寄に鉄道駅はなく、八幡浜駅からバスを利用する。

### 道路
- 国道197号

八幡浜市から三崎港までは「佐田岬メロディーライン」と呼ばれ、走りやすい道路が続く（三崎港は、国道197号の四国側終点となっている）。
- 愛媛県道255号鳥井喜木津線

国道197号と併走しているが、国道197号に比べ悪路が多い。
- 愛媛県道256号佐田岬三崎線

三崎港よりさらに先の、四国の最西端「佐田岬」まで延びる県道。佐田岬灯台付近まで行くことが出来る。

### 路線バス
- 伊予鉄バス
  - 34系統・特急松山市駅行き（1往復）
  - 八幡浜駅前行き（1日1往復）

## 佐田岬はなはな
2015年4月26日、フェリー乗り場に隣接する観光交流拠点施設「佐田岬はなはな」が開業した。観光案内所、一次産品等直売所、イベント広場などが設けられ、レンタサイクルのサービスのほか、自転車ツーリング客向けにサイクルスタンドなども整備されている。